# Querarani
Querarani is een plaats in het departement Oruro, Bolivia. Het is naar aantal inwoners de achtste grootste plaats van de gemeente Caracollo, gelegen in de Cercado provincie.

## Bevolking
| Jaar | Populatie |
| ---- | --------- |
| 1992 | 81        |
| 2001 | 51        |
| 2012 | 210       |